# Curiúva
Curiúva este un oraș în Paraná (PR), Brazilia.